# National Scenic Area

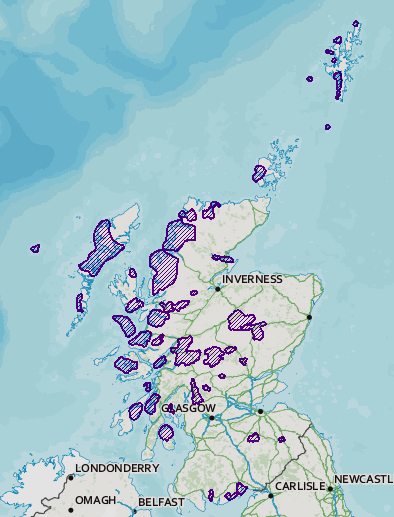
Übersichtskarte der Gebiete

National Scenic Area (NSA) ist die Bezeichnung der in Schottland ausgewiesenen Landschaftsschutzgebiete.

## Beschreibung
National Scenic Areas sind geschützte Landschaften in Gebieten, die sich durch landschaftliche Schönheit, oft in Verbindung mit einer nationalen oder kulturellen Relevanz, auszeichnen. Hierunter sind beispielsweise Gebirgszüge wie die Cuillin Hills, Ben Nevis oder Glen Coe, Seen wie der Loch Lomond, durch die Ozeane geprägte Küsten und Inseln wie etwa auf den Hebriden, den Orkneys, den Shetlands oder im Westen der Highlands sowie pittoreske Kulturlandschaften in Perthshire, Borders oder Dumfries and Galloway.
National Scenic Areas fallen in die IUCN-Kategorie V und entsprechen damit den Areas of Outstanding Natural Beauty in England, Wales und Nordirland. Sie sind mit den Landschaftsschutzgebieten in Deutschland, Österreich und der Schweiz vergleichbar. Ihre Betreuung obliegt der für den Erhalt des Naturerbes Schottlands zuständigen Behörde Scottish Natural Heritage (SNH).
National Scenic Areas haben den gleichen konzeptionellen Grundgedanken wie die Nationalparks, im Gegensatz zu diesen haben sie aber beispielsweise keine eigenständige Verwaltung. Auf lokaler Ebene sind zudem, früher als Special Landscape Area oder Area of Great Landscape Value bezeichnete   Local Landscape Areas ausgewiesen.

## Geschichte

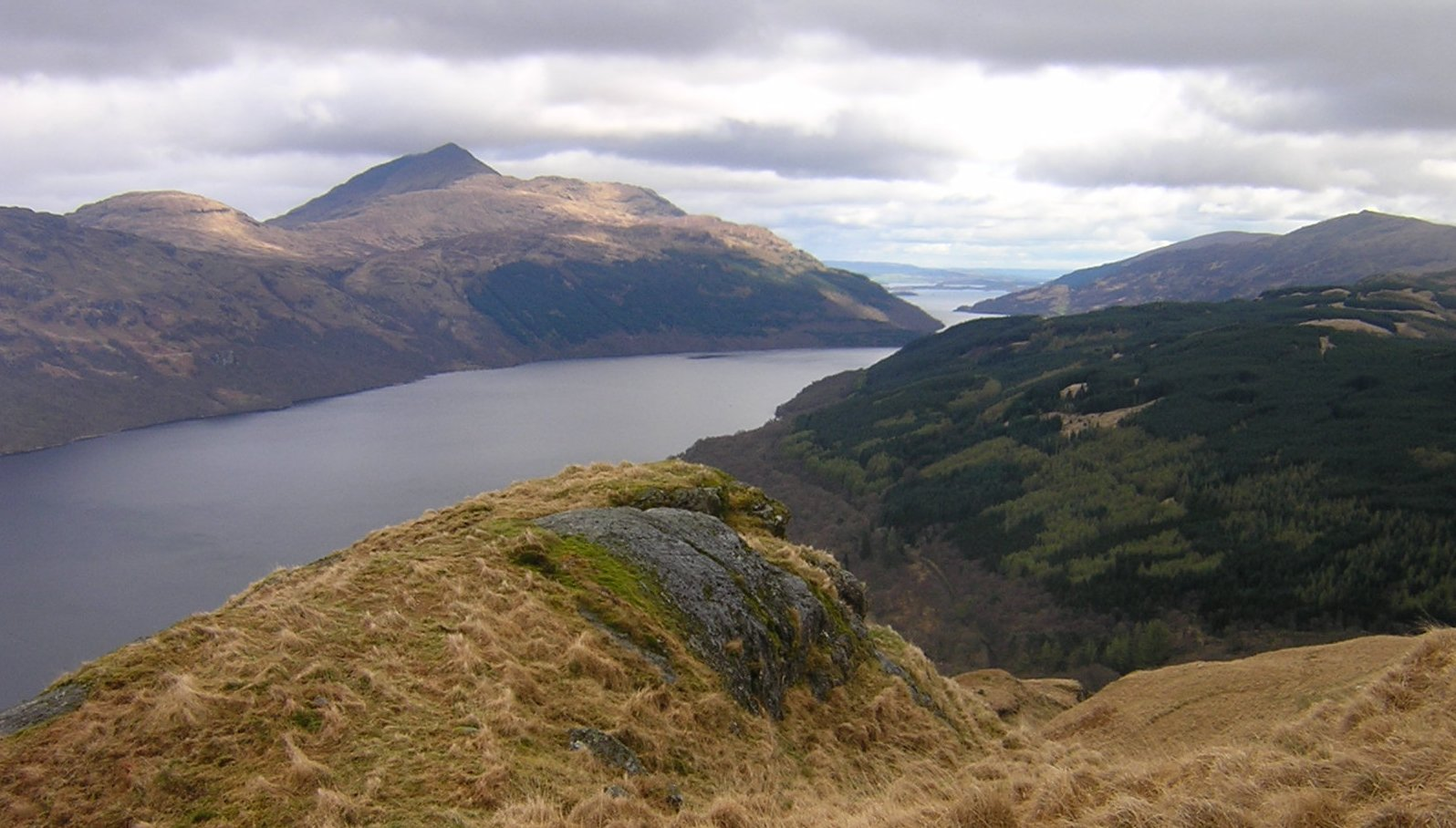
Blick auf Loch Lomond

Obwohl eine vom, für Schottland zuständigen Minister Thomas Johnston beauftragte Kommission 1945 in dem nach ihrem Vorsitzenden benannten Ramsay Report fünf Gebiete primär und drei weitere sekundär hierfür empfohlen hatte, blieb dieser Landesteil des Vereinigten Königreiches bei den ab den 1950er Jahren aufgrund des National Parks and Access to the Countryside Act 1949 erfolgten Einrichtungen von Nationalparks unberücksichtigt. 1962 wurde die erste lokale Area of Great Landscape Value ausgewiesen. 1974 griff die Countryside Commission for Scotland (CCS), eine der beiden Vorgängerorganisationen von SNH, die Nationalparksidee in ihrem Grundsatzpapier Park System for Scotland erneut auf. Hierin umriss sie die Konflikte zwischen einer touristischen Nutzung und dem Schutz des Naturerbes, benannte mit Loch Lomond, den Trossachs, den Cairngorms, Ben Nevis und Glen Coe fünf Gebiete, in denen ein derartiger Schutz vordringlich wäre und verwies zugleich darauf, dass eine Reihe weiterer Gebiete von ausgesprochener Attraktivität vorhanden sei. Diese Gedanken wurden von der britischen Regierung wohlwollend aufgenommen, die CCS daraufhin beauftragt, ein entsprechendes Konzept zu entwickeln. Im April 1978 stellte Jean Balfour, Vorsitzende der CCS, ihren Bericht vor. Hierin benannte und beschrieb sie 40 Gebiete, die sich für eine Ausweisung als NSA eignen würden. 1980 wurden sie im Rahmen bestehender planerischer Grundlagen eingerichtet. Sie sind seither, Stand 2018, von der Anzahl und der Ausdehnung her unverändert geblieben.
Die gesetzliche Grundlage der National Scenic Areas bildet der Town and Country Planning (Scotland) Act von 1997, der 2006 durch den Planning etc. (Scotland) Act novelliert wurde. Der dadurch eingefügte Absatz 263 A definiert sie als areas of outstanding scenic value in a national context. In Kraft gesetzt wurden die Bestimmungen 2010 durch eine entsprechende Verordnung.

## Statistik
Insgesamt gibt es 40 National Scenic Areas mit einer Gesamtfläche von 1.378.359 ha. Davon entfallen 357.864 auf Meeres- und 1.020.495 auf Landflächen, als statistische Grenze gilt dabei das mittlere Springhochwasser. Die größte Ausdehnung hat South Lewis, Harris & North Uist mit 202.388 ha aufzuweisen, zugleich mit 90.087 ha die größte Meeresfläche. Die größte Landfläche hat Wester Ross mit 143.881 ha. Kleinste NSA ist River Earn (Comrie to St. Fillans) mit 3108 ha, die geringste Landfläche hat St Kilda mit 865 ha.
Von der Anzahl her ist die Council Area Highland (Council Area) am häufigsten vertreten, hier liegen deren 14 in Gänze sowie ein weiteres teilweise. Auf den Shetlands gibt es nur eine einzige NSA, die aber aus sieben separaten Teilen besteht. Vier der NSAs liegen zugleich, in Paaren zu jeweils zweien, innerhalb der beiden 2002 und 2003 eingerichteten Nationalparks Loch-Lomond-and-the-Trossachs und Cairngorms.

## Bildergalerie

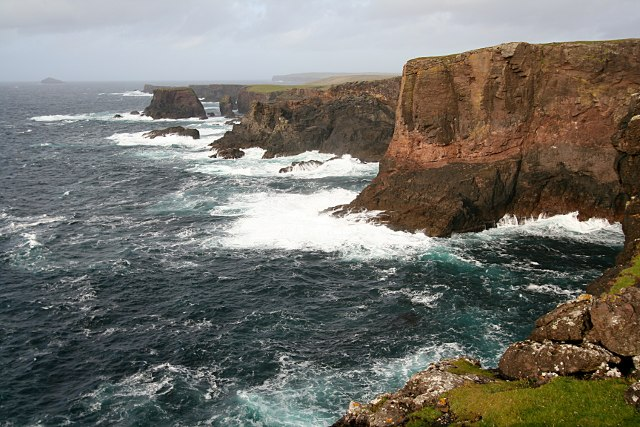
Esha Ness, Shetland
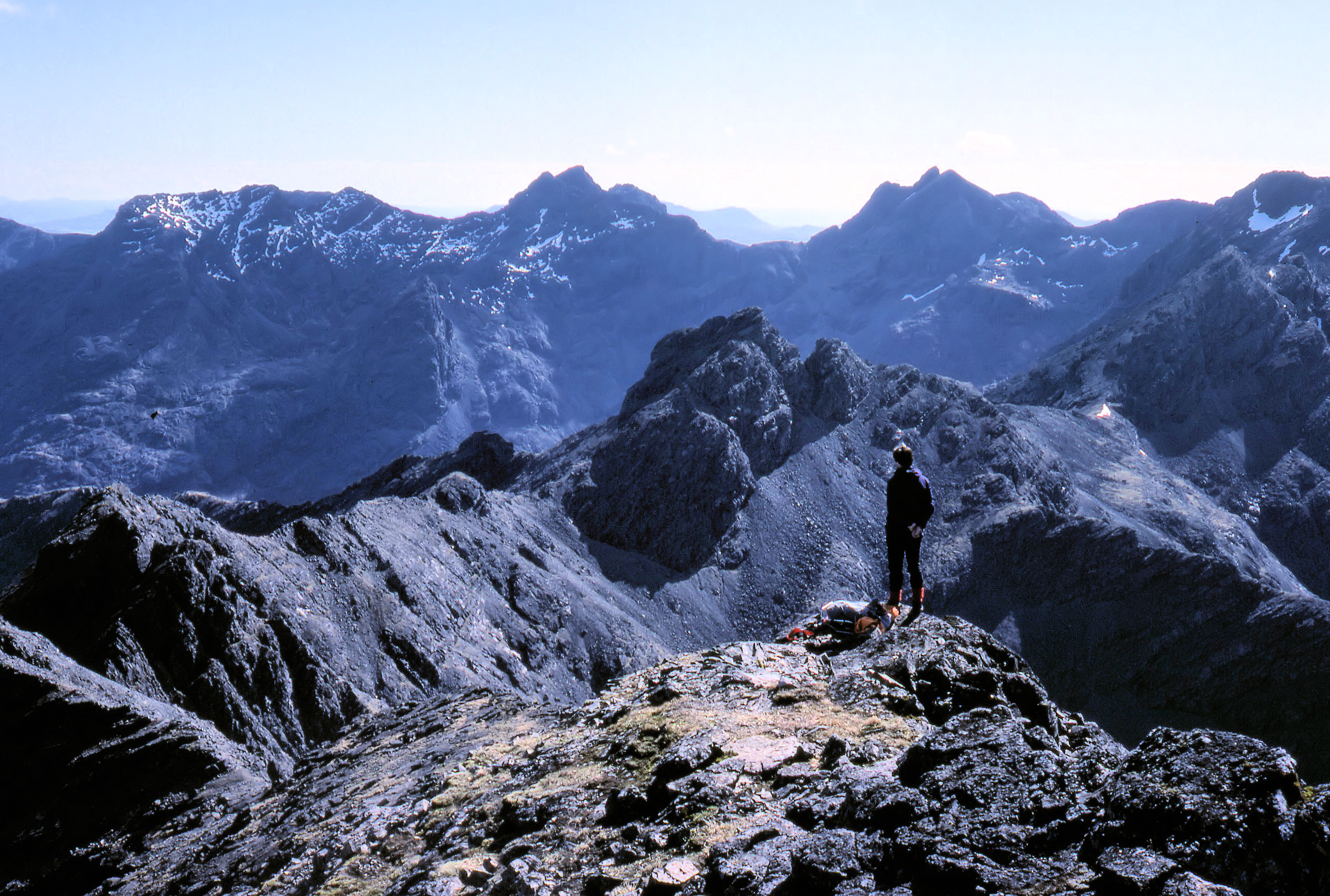
Cuillin Hills
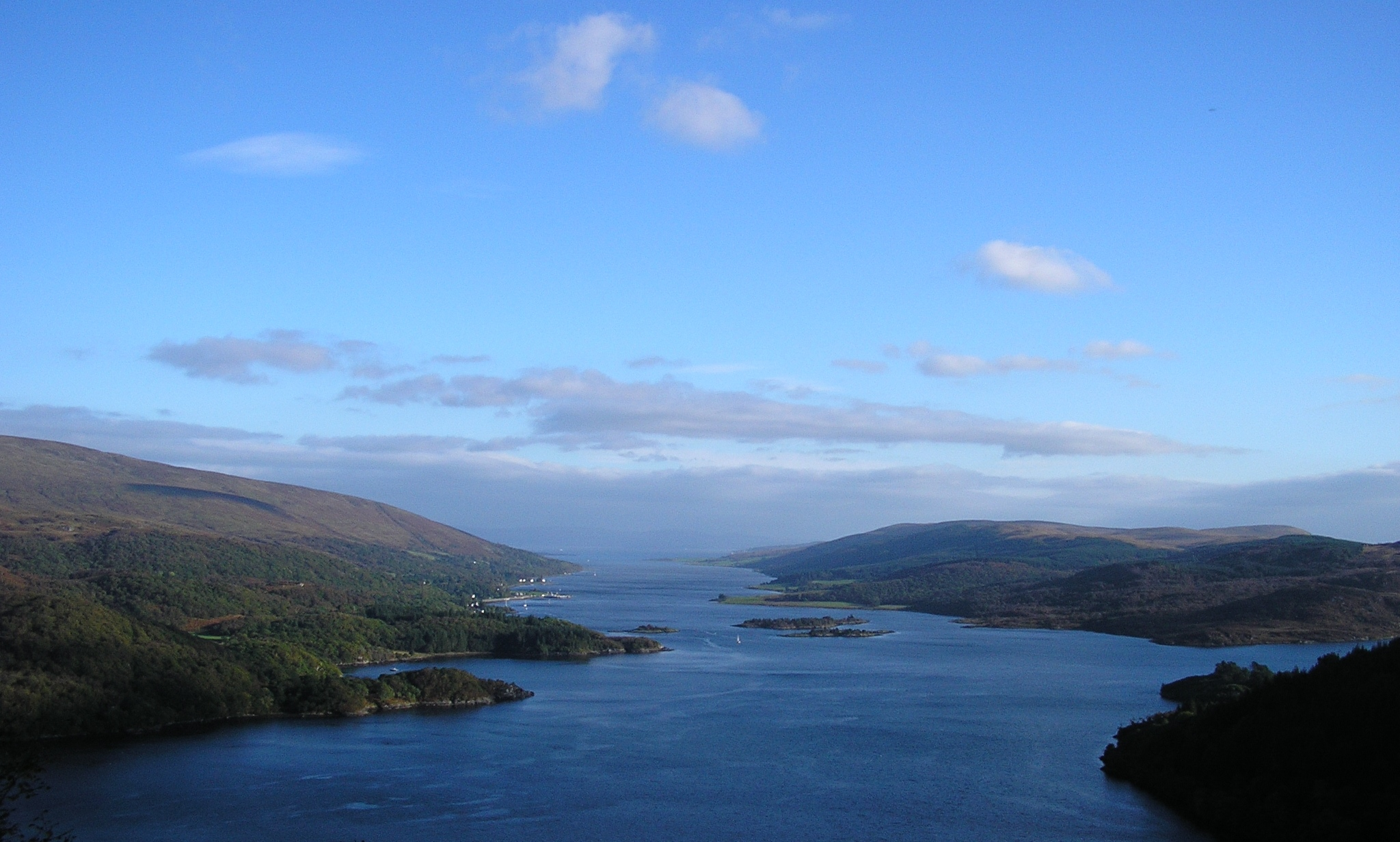
Kyles of Bute
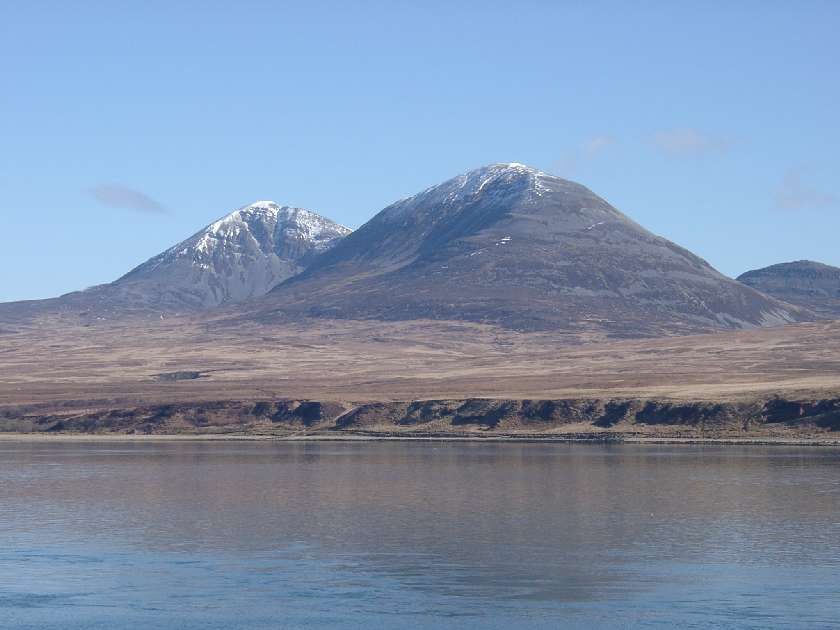
Paps of Jura
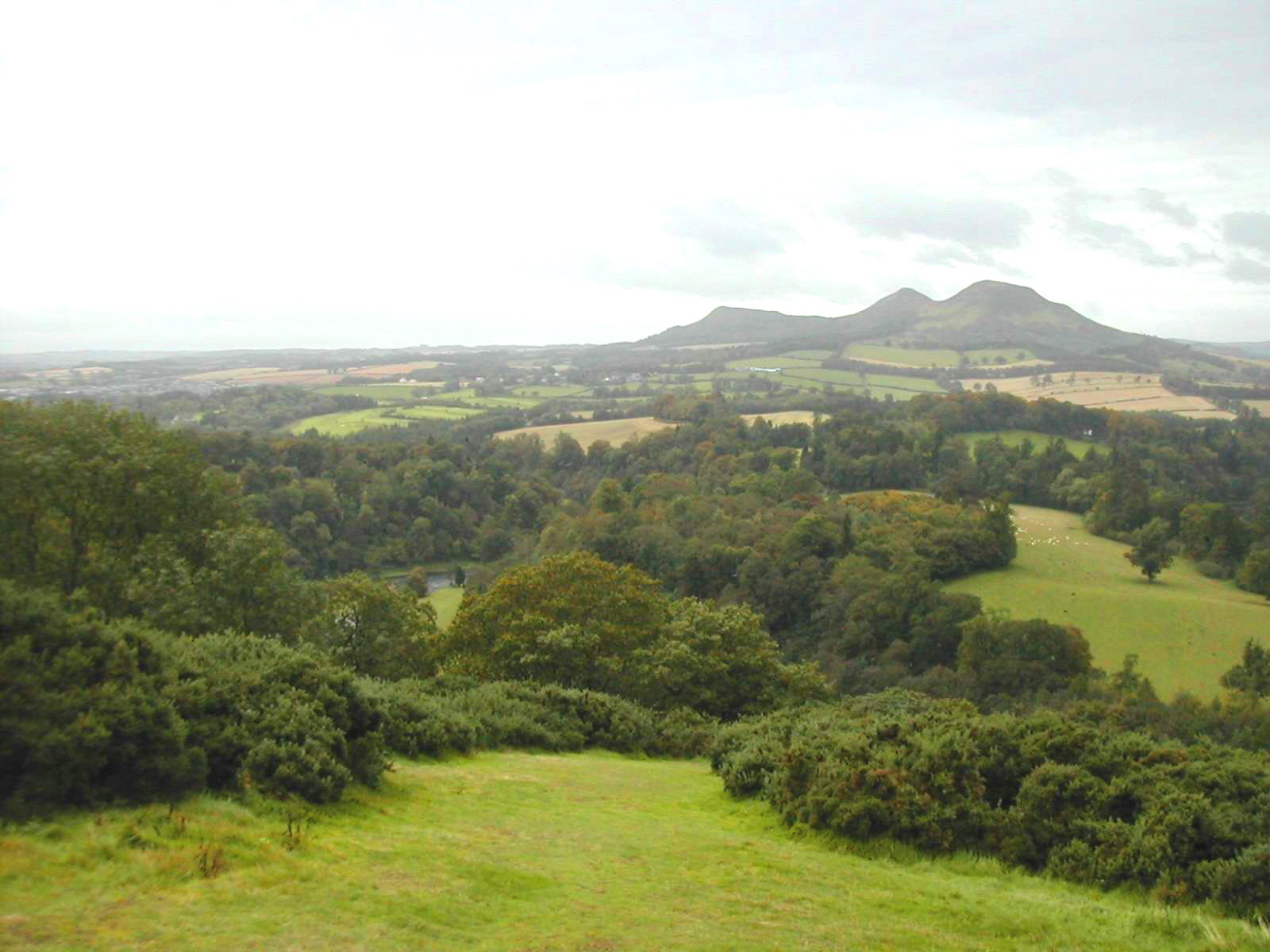
Blick vom Scott’s View auf die Eildon Hills
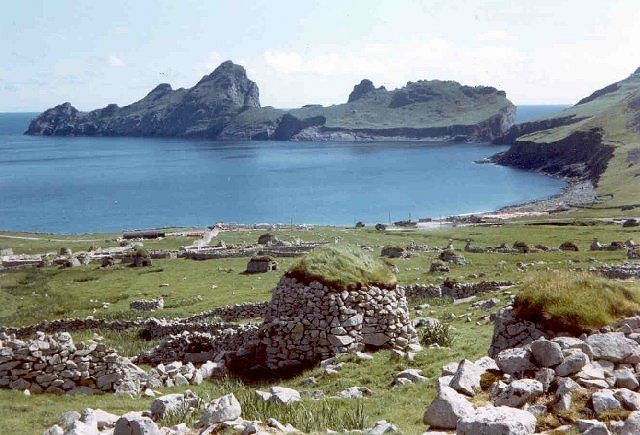
Village Bay, Hirta, St Kilda
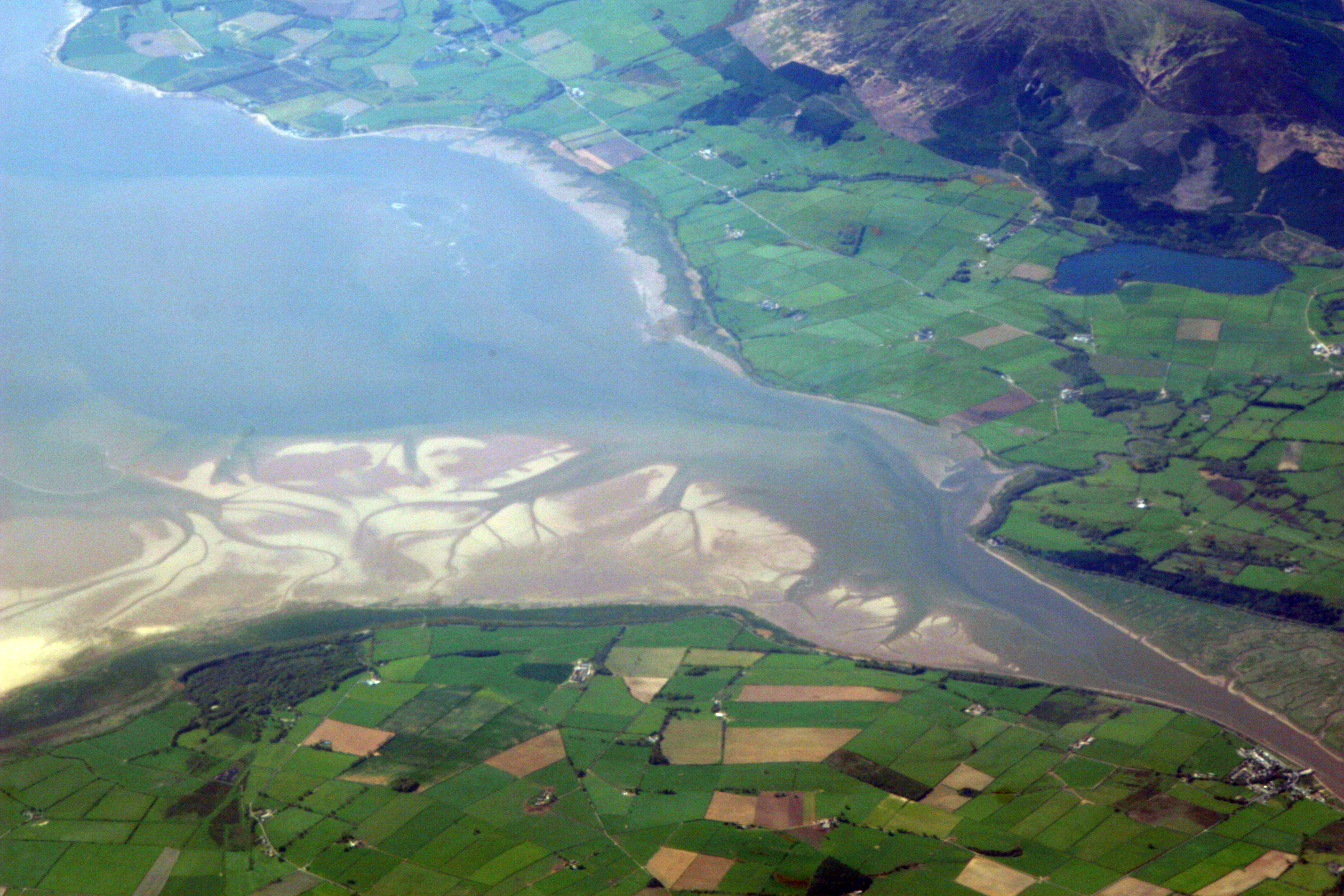
Ästuar des Nith
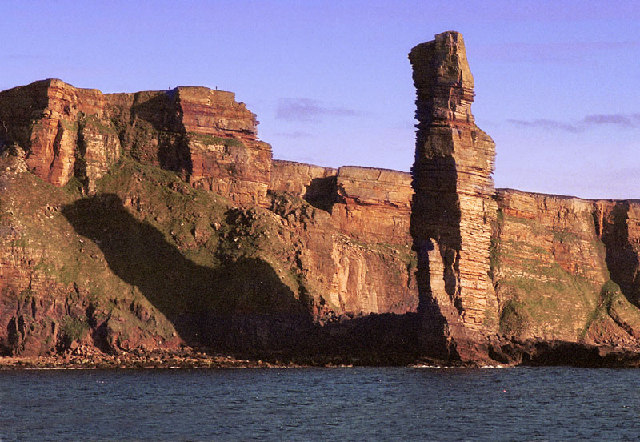
Old Man of Hoy, Orkney
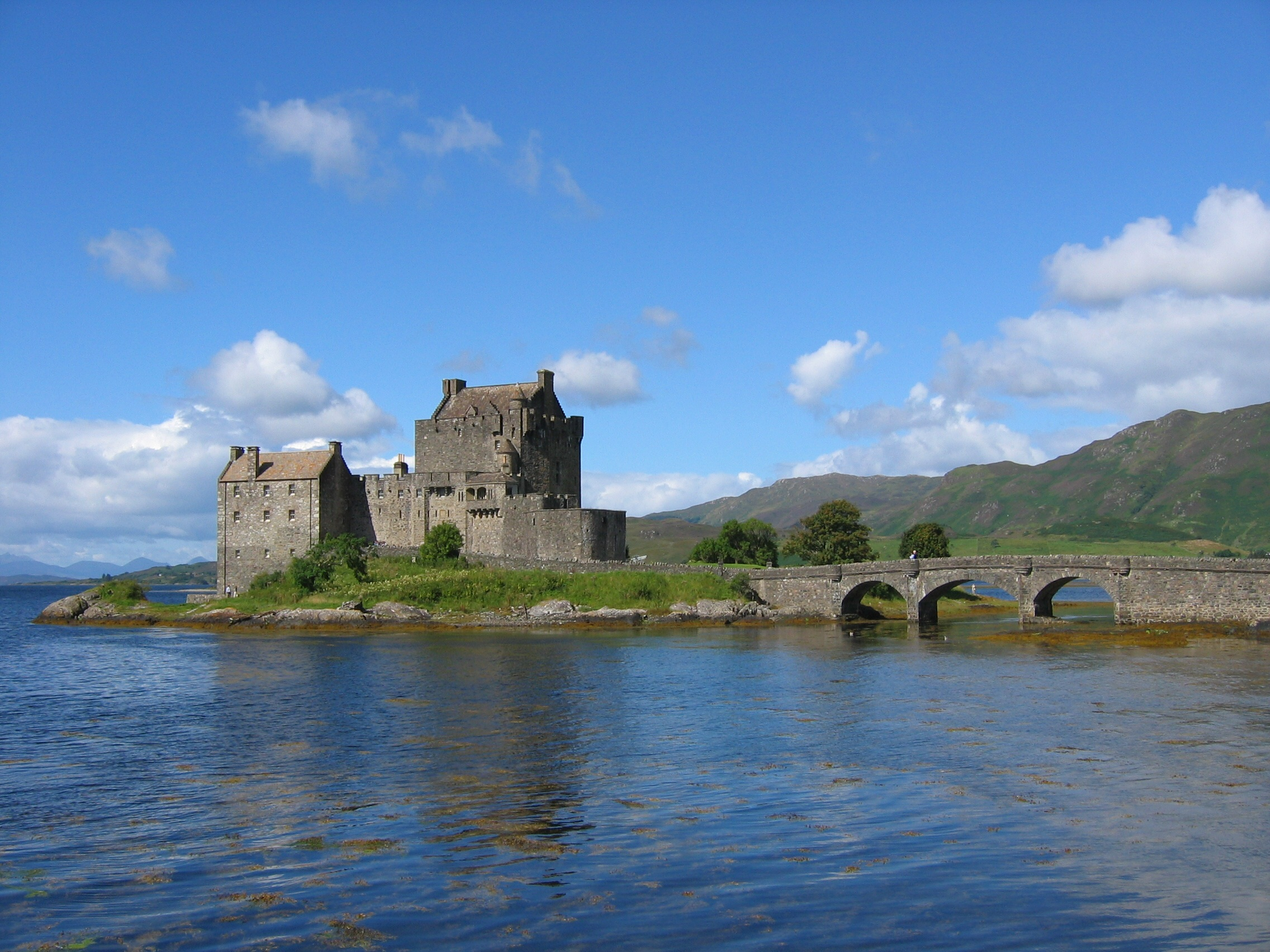
Eilean Donan Castle, Kintail
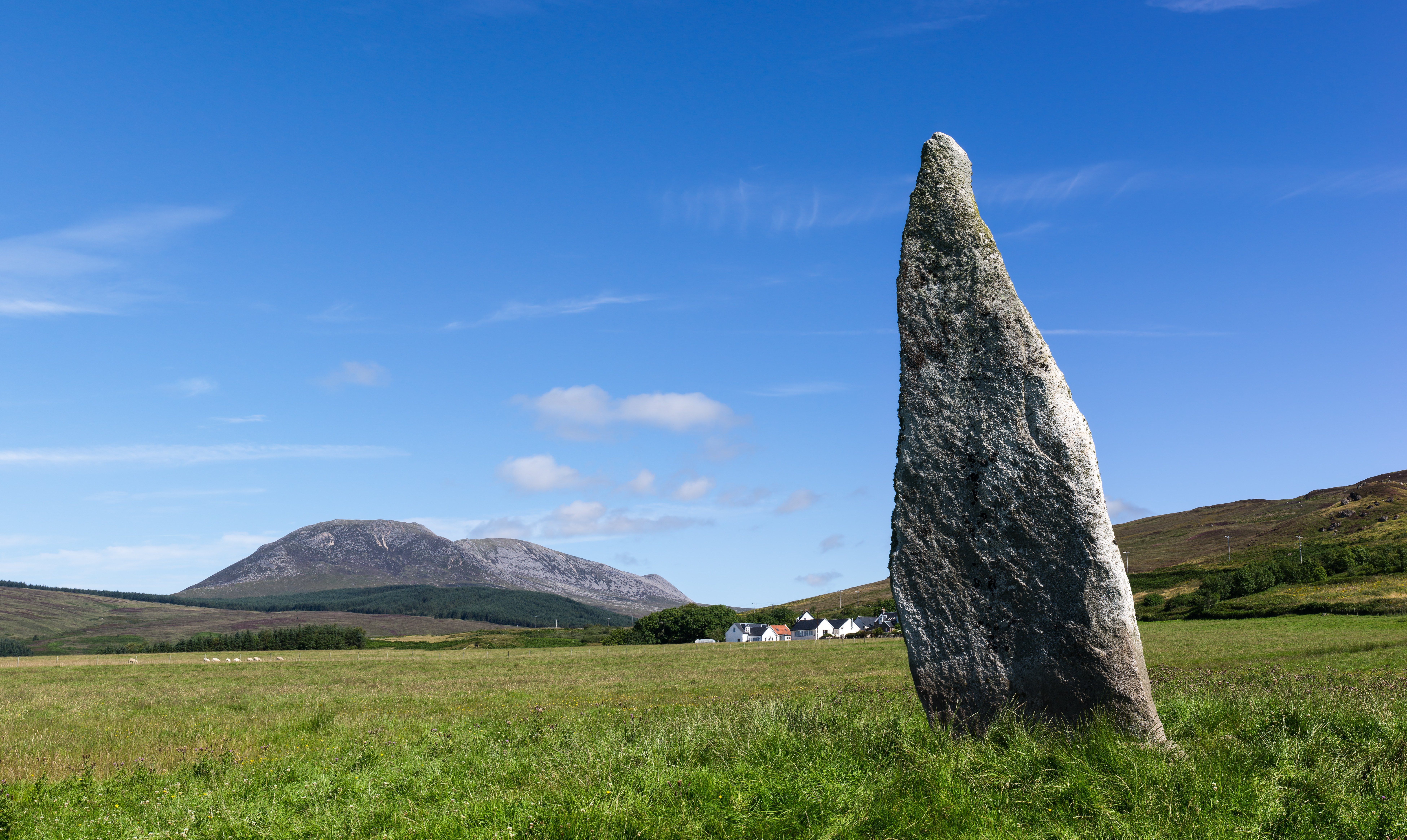
Auchencar, North Arran
Loch na Keal